# Contrerimes (Delage)
Contrerimes de Maurice Delage est une suite de trois pièces pour piano seul composée entre 1925 et 1926, et créée le 26 mars 1927 à l'Hôtel Majestic de Paris par Marius-François Gaillard.
Orchestrée en 1931, la suite est créée le 2 mars 1933 au Théâtre des Champs-Élysées par l'Orchestre des concerts Straram, sous la direction de son fondateur Walther Straram. La partition est publiée par les Éditions Durand cette même année.

## Présentation

### Mouvements
Les changements de mesure et de tempo sont très nombreux, pour les trois pièces des Contrerimes :
1. « Nuit de Noël » — Lento ( = 66) à 
 — dédié à Nelly Delage, l'épouse du compositeur[1] ;
2. « Rêves » — Tempo di Habanera ( = 52) à 
 — dédié en « hommage à Don Manuel de Falla[2] » ;
3. « Danse » — Allegro ( = 126) à 
 — dédié à Lucien Garban[3].

L'exécution de l'œuvre dure un peu moins de 21 minutes.

### Titres
Le titre Contrerimes est emprunté à Paul-Jean Toulet, dont le musicien avait mis en musique le poème en contrerimes « Toute allégresse a son défaut » en 1925 — et, « de même que Debussy qui prit le mot Nocturnes pour ce qu'il "contient d'impressions et de lumières spéciales", Delage semble avoir choisi des titres qui cristallisent en un mot ou une expression courte le propos essentiel de chacune des pièces ».

## Composition
Il est très difficile de dater précisément la composition des Contrerimes de Maurice Delage : sur la partition imprimée, les trois pièces sont datées d'« Auteuil », où le compositeur habitait depuis 1925, du 27 octobre 1931 (Nuit de Noël), du 20 octobre 1931 (Rêves) et du 9 juin 1932 (Danse). Cependant, il semble que cette version pour piano seul « fut composée en 1925-1926, donc antérieurement au voyage que fit le musicien en Espagne, en compagnie de Roland-Manuel ».
Cette version « a pu être réécrite […] d'autant plus qu'en 1931, Delage composa une version pour orchestre de Contrerimes : la pièce Rêves prit alors le titre d'Hommage à Don Manuel de Falla ». La partition est publiée par les Éditions Durand en 1933. L'œuvre porte parfois le numéro d'op.17, dans le catalogue des œuvres du compositeur.

## Création
La suite des Contrerimes est créée le 26 mars 1927 à l'Hôtel Majestic de Paris par le pianiste Marius-François Gaillard.
Orchestrée en 1931, la suite est créée le 2 mars 1933 au Théâtre des Champs-Élysées par l'Orchestre des concerts Straram, sous la direction de son fondateur Walther Straram.
L'accueil de la critique est, dans l'ensemble, favorable : Émile Vuillermoz « admire surtout cette sorte de sensibilité de timbres, si curieuse et si personnelle qui permet à Maurice Delage de nouer entre les instruments les plus différents de mystérieuses correspondances ». Florent Schmitt partage cette opinion, trouvant l'orchestre « à l'avenant, tout scintillant de fantaisie et d'impondérable souplesse, avec de ces sonorités particulières à Delage, issues de décalages d'accords, d'accouplements de timbres divinement incestueux ». 
Pour Paul Dambly, « tout est ici allusion furtive, irisation, mirage et l'impression, lors même que l'analyse hésite, demeure exquise ». Cet art subtil ne plaît pas à tous — ainsi, Jacques Janin fustige l'œuvre, dont le titre « n'a aucun sens », et dénonce « un musicien précieux et timoré […] pour qui la musique est un passe-temps de boudoir ».
Florent Schmitt considère que les Contrerimes « parachèvent de l'unité qui lui manquait une demi-douzaine, pas plus, de quasi-chefs-d'œuvre dont la qualité rachète, de loin, la quantité ». Il est vrai que Schmitt, ami de longue date, et dédicataire du troisième des Quatre poèmes hindous, « fait souvent patte de velours pour parler de telle ou telle partition de Pierre-Octave Ferroud, Maurice Delage, Jacques Ibert » et d'autres compositeurs avec lesquels il entretient de bonnes relations.

### Partition
- Maurice Delage, Contrerimes pour piano deux mains, Paris, Éditions Durand, 1933, 30 p. en trois cahiers séparés
  - Nuit de Noël, 12 p.
  - Rêves, 7 p.
  - Danse, 11 p.

### Ouvrages généraux
- Marc Vignal, Dictionnaire de la musique, Paris, Larousse, 2005, 1078 p. (ISBN 2-03-511001-7, lire en ligne), « Maurice Delage », p. 288.

### Monographies
- Catherine Lorent, Florent Schmitt, Paris, Bleu nuit éditeur, coll. « Horizons », 2012, 176 p. (ISBN 978-2-35884-016-3, BNF 42581018),
- Philippe Rodriguez, Maurice Delage : La solitude de l'artisan, Genève, Éditions Papillon, coll. « Mélophiles », 2001, 159 p. (ISBN 2-940310-08-4, BNF 38913259)

### Articles
- Paul Dambly, « Maurice Delage, Contrerimes », Le Petit Journal,‎ 6 mars 1933
- Jacques Janin, « Maurice Delage », Le Figaro,‎ 15 mars 1933
- Florent Schmitt, « Les Concerts », Le Temps,‎ 11 mars 1933
- Émile Vuillermoz, « Contrerimes de Maurice Delage », Excelsior,‎ 6 mars 1933